# Ramon Ros i Badia
Ramon Ros i Badia (Barcelona, 2 de febrer de 1981) és un exfutbolista català, que ocupava la posició de migcampista.
Sorgeix del planter del FC Barcelona, arribant a debutar amb el primer equip a la màxima categoria. Posteriorment militaria al CD Numancia i a la UE Lleida.